# Inmigración nicaragüense en México
Los nicaragüenses en México se encuentran minoritariamente entre los migrantes que intentan llegar a los Estados Unidos, pero también se encuentran en suelo mexicano estudiantes, comerciantes, empresarios y deportistas. Según el censo 2020 del INEGI hay 5.731 nicaragüenses residiendo en México. Se concentran mayoritariamente en Tapachula, Ciudad de México, Cancún, Guadalajara, Monterrey, Nuevo Laredo, Reynosa, Matamoros, Ciudad Juárez, Mexicali y Tijuana.

## Flujos Migratorios
| 1895 | 28     |
| 1900 | 37     |
| 1910 | 56     |
| 1921 | 76     |
| 1930 | 265    |
| 1970 | 3.674  |
| 1980 | 2.312  |
| 1990 | 2.566  |
| 2000 | 2.522  |
| 2010 | 3.572  |
| 2020 | 5.731  |
| 2022 | 40.825 |

## Nicaragüenses en México
- Solón Argüello, poeta y periodista, héroe tepicense olvidado de la Revolución mexicana.
- Salomón de la Selva, diplomático y poeta, miembro honorario de la Academia Mexicana de la Lengua.
- Ernesto Mejía Sánchez, escritor, poeta y catedrático nicaragüense, Premio Internacional Alfonso Reyes (1980).
- Ana Martín, actriz.
- Flor Procuna, actriz.
- Martha Debayle, presentadora y locutora.
- Camila Selser, actriz.
- Gwendolyne García Leets, modelo, actriz y presentadora de televisión.
- Amanda Polo Millán, actriz.
- Rodolfo Tuirán Gutiérrez, economista, demógrafo y funcionario público.